# دزیره (فیلم ۱۹۹۶)
دزیره (به انگلیسی: Désiré) فیلمی فرانسوی به کارگردانی برنارد مورات محصول سال ۱۹۹۶ می‌باشد که بر اساس نمایشنامه‌ای به همین نام اثر ساشا گیتری ساخته شده است.

## داستان
دزیره، فردی متبحر و یک دون خوان است که به‌طور منظم خانم‌ها را اغوا می‌کند و در آخر ناپدید می‌شود. اما یک روز او واقعاً عاشق می‌شود.

## بازیگران
- ژان-پل بلموندو در نقش دزیره
- فنی اردان در نقش اودت
- کلود ریش
- بئاتریس دال در نقش مادلین
- ژان یان نقش کورنیش
- دومینیک لاوانان در نقش هنریت
- آنی گرگوریو در نقش آدل